# Condado de Villamiranda
El condado de Villamiranda es un título nobiliario español otorgado mediante Real Decreto el 23 de diciembre de 1749 y Real Despacho de 22 de enero de 1750, por el rey Fernando VI a favor de Ignacio José de Miranda y Llanos, hijo de los i marqueses de Premio Real.
Este título fue rehabilitado por el rey Alfonso XIII en 1923, a favor de Juam Jácome y Ramírez de Cartagena, viii marqués del Real Tesoro, como segundo conde de Villamiranda.

## Condes de Villamiranda
|                                 | Titular                                         | Periodo                  |
| Creación por Fernando VI        | Creación por Fernando VI                        | Creación por Fernando VI |
| ------------------------------- | ----------------------------------------------- | ------------------------ |
| I                               | Ignacio José de Miranda y Llanos                | 1750-                    |
| Rehabilitación por Alfonso XIII |                                                 |                          |
| II                              | Juan Jácome y Ramírez de Cartagena              | 1923-1945                |
| III                             | María de Regla Contreras y Ramírez de Cartagena | 1952-                    |
| IV                              | Manuel Goytia Contreras                         | 1997-                    |
| V                               | Manuel Goytia Fernández                         | 2011-actual titular      |

## Historia de los condes de Villamiranda
- Juan José de Miranda y Llanos, i conde de Villamiranda.

Rehabilitado en 1923 por:
- Juan Jácome y Ramírez de Cartagena (f. en 1945), ii conde de Villamiranda, viii marqués del Real Tesoro.

1. Casó con María del Pilar Osorio de Moscoso y Moreno de la Serna, hija de Luis Gonzaga Osorio de Moscoso y Jordán de Urríes, vii duque de Montemar y de María de la Consolación Moreno de la Serna y Zulueta.
2. Casó con María López de Morla. Sin descendientes de ningún matrimonio. Le sucedió su sobrina:

- María de Regla Contreras y Ramírez de Cartagena, iii condesa de Villamiranda. Le sucedió su hijo:
- Manuel Goytia Contreras, iv conde de Villamiranda. Le sucedió su hijo:
- Manuel Goytia Fernández, v conde de Villamiranda.